# Arrondissement d'Albertville
L’arrondissement d’Albertville est une division administrative française, située dans le département de la Savoie et la région Auvergne-Rhône-Alpes.

## Composition

### Découpage cantonal depuis 2015

L'arrondissement en région Auvergne-Rhône-Alpes.

Liste des cantons de l’arrondissement d'Albertville :
- canton d'Albertville-1 ;
- canton d'Albertville-2 ;
- canton de Bourg-Saint-Maurice ;
- canton de Moûtiers ;
- canton d'Ugine.

### Découpage communal depuis 2015
Depuis 2015, le nombre de communes des arrondissements varie chaque année soit du fait du redécoupage cantonal de 2014 qui a conduit à l'ajustement de périmètres de certains arrondissements, soit à la suite de la création de communes nouvelles. Le nombre de communes de l'arrondissement d'Albertville est ainsi de 82 en 2015, 75 en 2016, 74 en 2017 et 69 en 2019.
Au 1er janvier 2024, l'arrondissement groupe les 69 communes suivantes :
1. Aime-la-Plagne
2. Albertville
3. Allondaz
4. Les Allues
5. Les Avanchers-Valmorel
6. La Bâthie
7. Beaufort
8. Les Belleville
9. Bonvillard
10. Bourg-Saint-Maurice
11. Bozel
12. Brides-les-Bains
13. Césarches
14. Cevins
15. Champagny-en-Vanoise
16. Les Chapelles
17. Cléry
18. Cohennoz
19. Courchevel
20. Crest-Voland
21. Esserts-Blay
22. Feissons-sur-Salins
23. Flumet
24. Frontenex
25. La Giettaz
26. Gilly-sur-Isère
27. Grand-Aigueblanche
28. Grésy-sur-Isère
29. Grignon
30. Hautecour
31. Hauteluce
32. Landry
33. La Léchère
34. Marthod
35. Mercury
36. Montagny
37. Montailleur
38. Monthion
39. Montvalezan
40. Moûtiers
41. Notre-Dame-de-Bellecombe
42. Notre-Dame-des-Millières
43. Notre-Dame-du-Pré
44. Pallud
45. Peisey-Nancroix
46. La Plagne Tarentaise
47. Planay
48. Plancherine
49. Pralognan-la-Vanoise
50. Queige
51. Rognaix
52. Sainte-Foy-Tarentaise
53. Sainte-Hélène-sur-Isère
54. Saint-Marcel
55. Saint-Nicolas-la-Chapelle
56. Saint-Paul-sur-Isère
57. Saint-Vital
58. Salins-Fontaine
59. Séez
60. Thénésol
61. Tignes
62. Tournon
63. Tours-en-Savoie
64. Ugine
65. Val-d'Isère
66. Venthon
67. Verrens-Arvey
68. Villard-sur-Doron
69. Villaroger

## Démographie
En 2022, l'arrondissement comptait 112 282 habitants.
| 1968   | 1975   | 1982   | 1990   | 1999    | 2006    | 2011    | 2016    | 2021    |
| ------ | ------ | ------ | ------ | ------- | ------- | ------- | ------- | ------- |
| 82 047 | 86 239 | 89 889 | 97 279 | 101 394 | 108 813 | 111 315 | 111 751 | 112 228 |

| 2022    | - | - | - | - | - | - | - | - |
| ------- | - | - | - | - | - | - | - | - |
| 112 282 | - | - | - | - | - | - | - | - |

## Sous-préfets
| Période           | Période          | Identité                 | Fonction précédente                                                              | Observation                                                 |
| ----------------- | ---------------- | ------------------------ | -------------------------------------------------------------------------------- | ----------------------------------------------------------- |
|                   |                  |                          |                                                                                  |                                                             |
| 30 décembre 1877  | 25 mars 1879     | Henri Hervieu            |                                                                                  | Nommé sous-préfet d'Avallon                                 |
| 25 mars 1879      | 17 novembre 1880 | Charles Colomb           | Aide-commissaire de la marine                                                    | Nommé sous-préfet de Beaune                                 |
| 17 novembre 1880  | 5 octobre 1888   | Jean Mirande             | Sous-préfet de Quimperlé                                                         | Nommé sous-préfet d'Ussel                                   |
| 5 octobre 1888    | 12 février 1890  | Grégory Ganesco          |                                                                                  | Nommé sous-préfet de Montdidier                             |
| 12 février 1890   | 31 décembre 1892 | Louis Gatineau           | Rédacteur à l'Administration centrale du ministère de l'Intérieur                | Nommé sous-préfet du Blanc                                  |
| 31 décembre 1892  | 16 juin 1893     | Albert Verelst           | Conseiller de préfecture de Loir-et-Cher                                         | Nommé sous-préfet de Ploërmel                               |
| 16 juin 1893      | 16 juillet 1901  | Jean-Baptiste Icard      | Sous-préfet de Ploërmel                                                          | Nommé sous-préfet de Louhans                                |
| 16 juillet 1901   | 31 mai 1902      | Maurice Aliez            | Avocat                                                                           | Nommé sous-préfet de Mortagne                               |
| 31 mai 1902       | 7 février 1905   | Jean Barré               |                                                                                  | Remplacé. Nommé sous-préfet d'Abbeville en juin.            |
| 7 février 1905    | 15 mars 1905     | Ernest Mascle            | Sous-préfet de Moûtiers                                                          | Nommé sous-préfet de La Tour-du-Pin                         |
| 15 mars 1905      | 9 mars 1908      | Louis Bigot              | Sous-préfet de Briançon                                                          | Nommé sous-préfet de Bernay                                 |
| 9 mars 1908       | 17 mars 1908     | Léopold Tahon            | Sous-préfet de Fontenay                                                          | Mis en disponibilité et devient percepteur                  |
| 17 mars 1908      | 3 mars 1914      | Pierre Agoustenc         | Conseiller de préfecture de la Creuse                                            | Nommé sous-préfet de Lodève                                 |
| 3 mars 1914       | 2 août 1914      | Pierre Moitessier        | Sous-préfet de Limoux                                                            | Mobilisé                                                    |
| 8 novembre 1914   | 27 janvier 1916  | Marcellin Marguier       |                                                                                  | Nommé secrétaire général de la préfecture de la Savoie      |
| 29 janvier 1916   | 2 mars 1917      | Louis Schroeder          | Conseiller de préfecture de la Somme                                             | Nommé sous-préfet de Bar-sur-Seine                          |
| 2 mars 1917       | 14 janvier 1918  | Henri Marini             | Secrétaire général de la préfecture du Cantal                                    | Nommé sous-préfet de Wassy                                  |
|                   |                  |                          |                                                                                  |                                                             |
| 10 septembre 1919 | 26 octobre 1925  | Léon Gonzalve            | Chef de cabinet du préfet du Finistère                                           | Nommé sous-préfet de Guingamp                               |
| 1925              | 1930             | Jean Moulin              | Directeur de cabinet du préfet de la Savoie                                      | Nommé sous-préfet de Châteaulin                             |
| 15 mai 1930       | 24 mai 1930      | Maurice Laigut           | Conseiller de préfecture au conseil de préfecture interdépartemental de Besançon | Non installé.                                               |
| 24 mai 1930       | 7 février 1941   | Marie-Emmanuel Gomot     | Sous-préfet de Céret                                                             | Nommé sous-préfet de Sartène                                |
|                   |                  |                          |                                                                                  |                                                             |
|                   | 1er avril 1946   | Joseph Gaudin            |                                                                                  | Démissionnaire                                              |
|                   |                  |                          |                                                                                  |                                                             |
| mars 1969         |                  | Maurice Joubert          |                                                                                  |                                                             |
|                   |                  |                          |                                                                                  |                                                             |
| juin 1993         |                  | Henri Souchon            |                                                                                  |                                                             |
|                   | 4 janvier 1995   | Jean-François Bloc       |                                                                                  | Réintégré dans son corps d'origine, administrateur civil    |
| 4 janvier 1995    | 2 décembre 1998  | Christiane Barret        | Administrateur civil                                                             | Nommée sous-préfet de La Tour-du-Pin                        |
| 2 février 1999    | 21 juillet 2003  | Josiane Lecrigny         |                                                                                  | Nommée sous-préfète de Beaune                               |
|                   | 16 novembre 2006 | Marie-Gabrielle Philippe | Magistrate                                                                       | Nommée sous-préfète de Carpentras                           |
| 16 novembre 2006  | 5 octobre 2009   | Françoise Fugier         | Sous-préfète de Charolles                                                        | Réintégrée dans son corps d'origine, administratrice civile |
| 10 novembre 2009  | 9 novembre 2012  | Dominique Conca          | Secrétaire générale de la préfecture des Vosges                                  | Réintégrée dans son corps d'origine, administratrice civile |
| 9 novembre 2012   | 27 août 2015     | Elisabeth Castellotti    | Directrice de cabinet du préfet de la Moselle                                    | Appelée à de nouvelles fonctions à sa demande               |
| 27 août 2015      | 31 juillet 2018  | Nicolas Martrenchard     | Directeur de cabinet du préfet de la Guadeloupe                                  | Appelé à de nouvelles fonctions à sa demande                |
| 31 juillet 2018   |                  | Frédéric Loiseau         | Secrétaire général de la préfecture de la Drôme                                  |                                                             |